# Mikko Husu
Mikko Husu (* 30. September 1905; † 13. Juni 1977) war ein finnischer Skilangläufer, der in den 1930er Jahren aktiv war.
Bei den Nordischen Skiweltmeisterschaften 1935 in Vysoké Tatry gewann er mit der 4 × 10-km-Staffel in der Besetzung Mikko Husu, Klaes Karppinen, Väinö Liikkanen, Sulo Nurmela die Goldmedaille. Im Einzelrennen über 50 km wurde er Vierter.
Bei den Nordischen Skiweltmeisterschaften 1938 in Lahti belegte er im Einzelrennen über 18 km den 58. Platz von 187 Teilnehmern.

## Erfolge
- Nordische Skiweltmeisterschaften 1935 in Vysoké Tatry: Gold mit der 4 × 10-km-Staffel